# Ficus macrorrhyncha
Ficus macrorrhyncha là một loài thực vật có hoa trong họ Moraceae. Loài này được Lauterb. & K.Schum. mô tả khoa học đầu tiên năm 1900.